# Nivelle
Nivelle är en kommun i departementet Nord i regionen Hauts-de-France i norra Frankrike. Kommunen ligger i kantonen Saint-Amand-les-Eaux-Rive gauche som tillhör arrondissementet Valenciennes. År 2022 hade Nivelle 1 393 invånare.

## Befolkningsutveckling
Antalet invånare i kommunen Nivelle
| Referens: INSEE |